# Nello Pagani

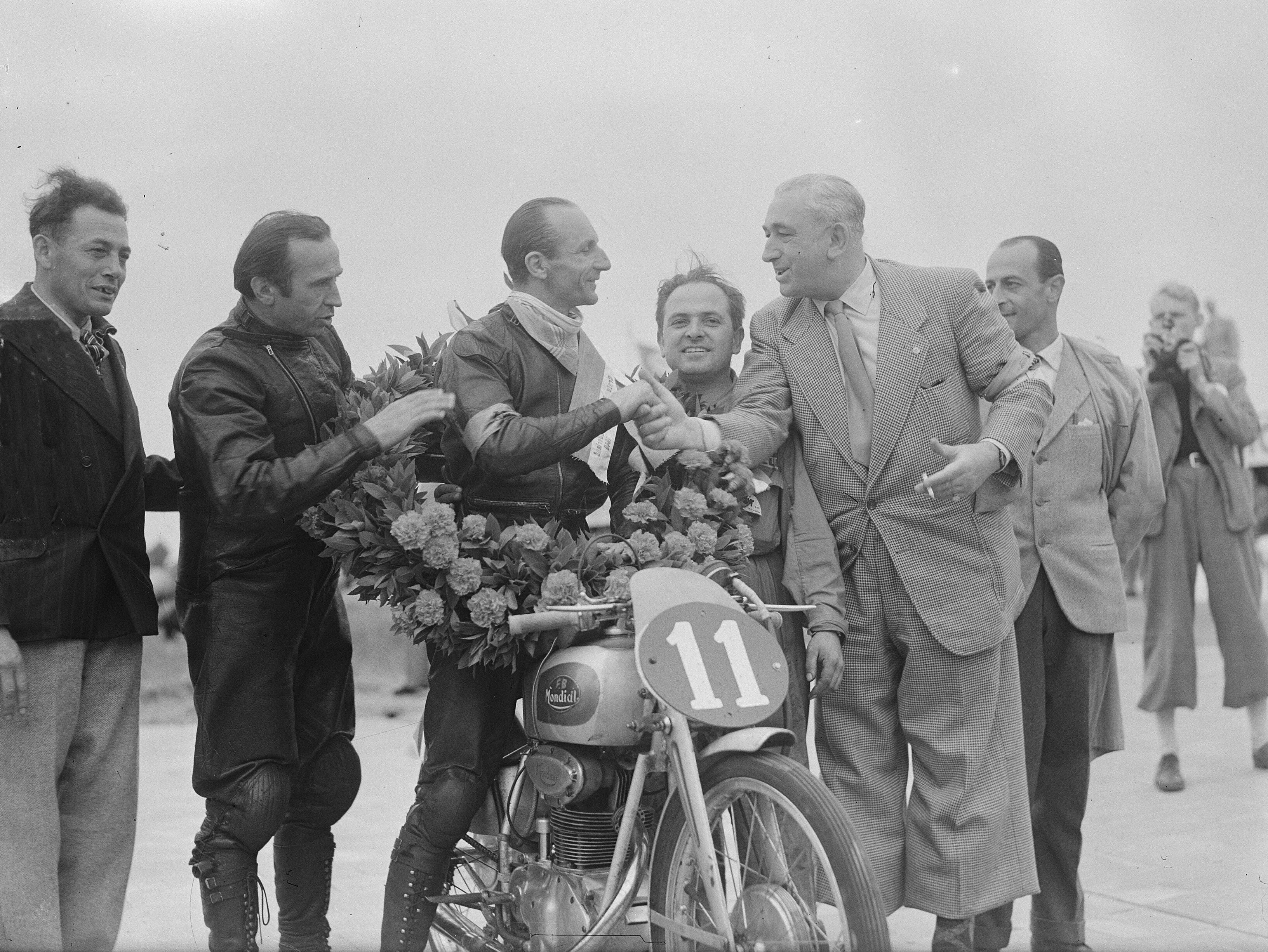
Pagani wordt gefeliciteerd door G. J. Bruinsman, voorzitter KNMV, TT van Assen, 1949

Cirillo "Nello" Pagani (Milaan, 11 oktober 1911 – Bresso, 19 oktober 2003) was een Italiaans Formule 1- en motorcoureur. In het eerste seizoen van het wereldkampioenschap wegrace in 1949 werd hij wereldkampioen in de 125cc-klasse en tweede in de 500cc-klasse. Hij was de vader van motorcoureur Alberto Pagani.

## Carrière
Nello Pagani begon al in 1928 te racen met motorfietsen, onder andere van het Italiaanse merk Orione. In 1939 won hij de Circuito del Lario met een 500 cc Moto Guzzi Condor.
Toen in 1949 het wereldkampioenschap wegrace werd ingesteld was hij dus al een zeer ervaren coureur. In 1947 en 1948 had hij ook al met auto's geracet. In beide jaren won hij met een Maserati de Grand Prix de Pau.
In 1948 trad hij toe tot het team van Gilera, waar Piero Remor als hoofdtechnicus en teammanager de scepter zwaaide, en het 125 cc-team van Mondial. De relatie tussen Pagani en Remor was moeizaam. Remor was zo overtuigd van de kwaliteit van zijn ontwerpen dat hij ook al problemen had gekregen met Piero Taruffi en later met Arciso Artesiani. Pagani brak een race in Cesena af omdat hij vond dat de viercilinder Gilera 500 4C niet te berijden was. Remor weigerde de machine te verbeteren. De ruzie met Pagani liep zo hoog op dat Remor hem verbood nog op de viercilinder te rijden en hem daardoor dwong alleen nog op de eencilinder Gilera Saturno uit te komen. De Gilera 500 was nog niet racerijp, zelfs de Italiaanse titel werd gewonnen door Bruno Bertacchini met de verouderde Moto Guzzi Bicilindrica 500 die eigenlijk uit 1933 stamde. Pagani won met de Mondial 125 Bialbero de GP des Nations op Monza.
Ook in 1949 bleek duidelijk dat het weggedrag van de Gilera niet goed was. De eerste wereldtitel ging naar Les Graham met de AJS Porcupine, een machine die ongeveer 140 kg woog en slechts 45 pk leverde, terwijl de Gilera 124 kg woog en liefst 50 pk had. Het team van Gilera reisde niet af naar de Isle of Man TT, waarschijnlijk bij gebrek aan coureurs die de 60 km lange Mountain Course kenden. In de Grand Prix van Zwitserland reed Artesiani met de viercilinder, maar Pagani moest nog steeds met de eencilinder Saturno rijden. Artesiani werd tweede, Pagani slechts vierde. Na twee wedstrijden greep Giuseppe Gilera in: Pagani kreeg in de TT van Assen de viercilinder tot zijn beschikking, waarmee hij gemakkelijk won. Met de Grand Prix van Italië erbij had Gilera in het eerste wereldkampioenschapsjaar slechts twee overwinningen geboekt met een motorfiets die op papier de beste was. Pagani had 40 punten gescoord, Les Graham met de AJS slechts 31, maar de beste drie resultaten telden, terwijl ook de snelste raceronde een punt opleverde. Volgens Gilera was Pagani alsnog wereldkampioen geworden, maar daarbij hadden de Italianen door een fout in de vertaling van het reglement een rekenfout gemaakt: Ze wisten dat de rijder van de snelste ronde in een race een extra punt kreeg, maar misten een zinsnede: "mits hij de finish haalt". Graham had daardoor zowel in de Senior TT (rijder van de snelste ronde Bob Foster viel uit) als in Bern (rijder van de snelste ronde Ted Frend viel uit) extra punten gescoord. Volgens de Italiaanse vertaling telden de extra punten voor Foster en Frend, volgens het Franse origineel voor Graham. Les Graham werd aldus de allereerste 500 cc wereldkampioen. Remor werd aan het einde van het seizoen ontslagen, ging naar MV Agusta en nam Arciso Artesiani en constructeur Arturo Magni mee. In de 125cc-klasse ging het beter met Nello Pagani: Met de Mondial won hij de eerste twee (van drie) wedstrijden, wat hem inclusief de beide snelste ronden 22 punten opleverde. Daardoor was zijn wereldtitel al veilig gesteld.
In 1950 waren Piero Taruffi en Franco Passoni hoofdverantwoordelijk voor de ontwikkeling van de 500 cc Gilera. Pagani reed uitsluitend nog in de 500cc-klasse, maar moest het hoofd buigen voor zijn nieuwe teamgenoot Umberto Masetti. Die won de Grand Prix van België en de TT van Assen, waarbij Pagani steeds tweede werd. Pagani scoorde daarna geen punten meer (10e in Zwitserland, 7e in de Ulster Grand Prix en uitgevallen in Monza) en werd slechts vierde in het wereldkampioenschap 500 cc. In dit jaar nam  hij ook deel aan zijn enige race in de Formule 1: Hij reed de Grand Prix van Zwitserland in 1950 voor het team van Scuderia Achille Varzi in een Maserati 4CLT/48. Pagani kwalificeerde zich als vijftiende en finishte de race buiten de punten als zevende.
In 1951 reed hij zijn enige race op het eiland Man, de 125 cc Ultra-Lightweight TT. Hoewel de hele wedstrijd gedomindeerd werd door het team van Mondial, werd Pagani slechts vierde, achter zijn teamgenoten Cromie McCandless, Carlo Ubbiali en Gianni Leoni. Ook in de 500cc-klasse ging het niet goed. Hij viel met de Gilera uit in de Grand Prix van Spanje en de Grand Prix van Zwitserland, werd in België slechts vijfde, in Assen tiende, in Frankrijk en Italië derde en in Ulster achtste. In het wereldkampioenschap werd hij vijfde. Het seizoen werd beheerst door Geoff Duke met de Norton Manx, die in dat jaar voor het eerst was uitgevoerd met het nieuwe featherbed frame.
In 1952 was de betrouwbaarheid van de Gilera 500 4C niet wat men ervan verwacht had. In de GP van Zwitserland viel fabriekscoureur Umberto Masetti uit, terwijl Nello Pagani slechts vierde werd. Op het eiland Man was het Gilera-team niet aanwezig. Masetti won de TT van Assen en de GP van België, maar viel in de GP van Duitsland opnieuw uit. Hij had na vijf wedstrijden slechts zestien punten en tweede man Pagani zelfs maar vijf. Wellicht was dat de reden dat in de volgende Grand Prix (Ulster) Cromie McCandless de plaats van Pagani overnam, en dat ook Giuseppe Colnago daar mocht starten. Giuseppe Colnago werd slechts zeventiende, Masetti viel uit maar McCandless redde de dag door te winnen. In Monza werd Pagani derde en in Spanje vierde, maar het seizoen 1952 werd een succes voor Gilera door de wereldtitel van Masetti. Pagani werd vierde in de eindstand. Een belangrijke stap werd gezet door MV Agusta. Dat huurde een Britse coureur in, Leslie Graham, die het circuit op het eiland Man kende. Graham werd tweede in het wereldkampioenschap 500 cc.
In 1953 ging Giuseppe Gilera ook overstag: Hij huurde Geoff Duke, Reg Armstrong en Dickie Dale in om de Senior TT en de Ulster Grand Prix zeker te stellen. Pagani kwam nauwelijks aan rijden toe. Hij startte alleen in enkele wedstrijden aan het einde van het seizoen: Zwitserland (negende), Italië (zevende) en Spanje (vijfde).
In 1954 vertrok Nello Pagani naar het team van MV Agusta, dat er maar steeds niet in slaagde wereldkampioen te worden. De MV Agusta 500 4C was ook niet opgewassen tegen de Nortons en de Gilera's. Bovendien was Dickie Dale eerste rijder en Pagani kreeg weer weinig wedstrijden. Hij werd derde in Spanje en eindigde als vijftiende in het wereldkampioenschap.
In 1955 had MV Agusta een sterk team, maar de toprijders waren Umberto Masetti en Carlo Bandirola. Pagani werd vijfde in de openingsrace in Spanje en viel uit in Frankrijk en kwam daarna niet meer aan de start.
Hierna beëindigde Nello Pagani zijn carrière. In 1957 verscheen hij echter met het prototype van de 350 cc MV Agusta zescilinder aan de start van de GP des Nations van Monza, zonder succes. In dat jaar begon zijn zoon Alberto met motorfietsen te racen.

## Wereldkampioenschap wegrace resultaten
(Races in vet zijn polepositions; races in cursief geven de snelste ronde aan)
| Jaar | Klasse | Team      | Motorfiets   | 1     | 2     | 3     | 4     | 5     | 6     | 7     | 8     | 9     | Punten | Plaats | Wereldkampioen                      |
| ---- | ------ | --------- | ------------ | ----- | ----- | ----- | ----- | ----- | ----- | ----- | ----- | ----- | ------ | ------ | ----------------------------------- |
| 1949 | 125 cc | Mondial   | 125 Bialbero |       | ZWI 1 | NED 1 |       |       | NAT 5 |       |       |       | 27     | 1e     | Nello Pagani, Mondial 125 Bialbero  |
| 1949 | 500 cc | Gilera    | 500 4C       | IOM - | ZWI 4 | NED 1 | BEL 5 | ULS 3 | NAT 1 |       |       |       | 28     | 2e     | Les Graham, AJS E90                 |
| 1950 | 500 cc | Gilera    | 500 4C       | IOM - | BEL 2 | NED 2 | ZWI - | ULS - | NAT - |       |       |       | 12     | 4e     | Umberto Masetti, Gilera 500 4C      |
| 1951 | 125 cc | Mondial   | 125 Bialbero | SPA - |       | IOM 4 |       | NED - |       | ULS - | NAT - |       | 3      | 10e    | Carlo Ubbiali, Mondial 125 Bialbero |
| 1951 | 500 cc | Gilera    | 500 4C       | SPA - | ZWI - | IOM - | BEL 5 | NED - | FRA 3 | ULS - | NAT 3 |       | 10     | 5e     | Geoff Duke, Norton 30M Manx         |
| 1952 | 500 cc | Gilera    | 500 4C       | ZWI 4 | IOM - | NED 6 | BEL 6 | DUI - | ULS - | NAT 3 | SPA 4 |       | 12     | 8e     | Umberto Masetti, Gilera 500 4C      |
| 1953 | 500 cc | Gilera    | 500 4C       | IOM - | NED - | BEL - | DUI - | FRA - | ULS - | ZWI - | NAT - | SPA 5 | 2      | 15e    | Geoff Duke, Gilera 500 4C           |
| 1954 | 500 cc | MV Agusta | 500 4C       | FRA - | IOM - | ULS - | BEL - | NED - | DUI - | ZWI - | NAT - | SPA 3 | 4      | 13e    | Geoff Duke, Gilera 500 4C           |
| 1955 | 500 cc | MV Agusta | 500 4C       | SPA 5 | FRA - | IOM - | DUI - | BEL - | NED - | ULS - | NAT - |       | 2      | 20e    | Geoff Duke, Gilera 500 4C           |